# Überlinger See und Bodenseeuferlandschaft
Überlinger See und Bodenseeuferlandschaft este o arie protejată (arie specială de conservare — SAC, sit de importanță comunitară — SCI) din Germania întinsă pe o suprafață de 3.781,58 ha, integral pe uscat.

## Localizare
Centrul sitului Überlinger See und Bodenseeuferlandschaft este situat la coordonatele 47°45′46″N 9°08′50″E / 47.7628°N 9.1472°E.

## Înființare
Situl Überlinger See und Bodenseeuferlandschaft a fost declarat sit de importanță comunitară în ianuarie 2005 pentru a proteja 2 specii de plante și 6 specii de animale. Situl a fost protejat și ca arie specială de conservare în ianuarie 2019.

## Biodiversitate
Situată în ecoregiunea continentală, aria protejată conține 15 habitate naturale: Ape stătătoare oligotrofe până la mezotrofe, cu vegetație de Littorelletea uniflorae și/sau de Isoëto-Nanojuncetea, Ape puternic oligomezotrofe cu vegetație bentonică cu Chara spp., Lacuri eutrofice naturale cu vegetație de tip Magnopotamion sau Hydrocharition, Râuri cu maluri nămoloase cu vegetație de Chenopodion rubri p.p. și Bidention p.p., Pajiști carstice calcaroase sau bazofile, de Alysso-Sedion albi, Pajiști uscate seminaturale și facies de acoperire cu tufișuri pe substraturi calcaroase (Festuco-Brometalia) (* situri importante pentru orhidee), Pajiști uscate seminaturale și facies de acoperire cu tufișuri pe substraturi calcaroase (Festuco-Brometalia) (* situri importante pentru orhidee), Pajiști cu Molinia pe soluri calcaroase, turboase sau argilos-nămoloase (Molinion caeruleae), Fânețe de joasă altitudine (Alopecurus pratensis, Sanguisorba officinalis), Izvoare petrifiante cu formare de travertin (Cratoneurion), Pante stâncoase calcaroase cu vegetație casmofită, Păduri de fag Asperulo-Fagetum, Păduri pe pante, grohotișuri și ravene de Tilio-Acerion, Păduri aluvionare cu Alnus glutinosa și Fraxinus excelsior (Alno-Padion, Alnion incanae, Salicion albae), Păduri de pin din stepa sarmatică.
La baza desemnării sitului se află mai multe specii protejate:
- plante (2): mușchi (Dicranum viride), Myosotis rehsteineri
- mamifere (2): castor (Castor fiber), liliac comun (Myotis myotis)
- nevertebrate (4): Maculinea teleius, Vertigo angustior, Vertigo moulinsiana, Euplagia quadripunctaria